# Iglesia de Nuestra Señora del Mayor Dolor (Aracena)
La iglesia prioral del Castillo (así como castillo-iglesia de Nuestra Señora de los Dolores), en la localidad de Aracena ( provincia de Huelva, Andalucía, España) es un templo católico que fue declarado B.I.C. a fecha de 25 de julio de 1995 (fue declarada Monumento histórico-artístico perteneciente al Tesoro Artístico Nacional mediante decreto de 3 de junio de 1931).
El cerro en el que está construida alberga en su interior la Gruta de las Maravillas.

## Historia
Esta iglesia, la más antigua y emblemática de Aracena, está construida sobre la montaña, en las ruinas del castillo, y su construcción se prologó durante los siglos XII hasta el XV. En la construcción que data del siglo XV, de estilo gótico tardío, se dejan notar influencias mudéjares y de la Catedral de Sevilla.

## Descripción
Este templo tiene tres naves a igual altura, con coro a los pies y presbiterio poligonal. 
En su interior, destacan las bóvedas nervadas de esquema estrellado. La capilla anexa al presbiterio acoge la pintura mural de la Virgen de la Antigua, versión del siglo XVI del original custodiado en la Catedral de Sevilla. Sobre un tapiz de cuadros con motivos vegetales dorados se recorta la figura pintada al temple de la Virgen con el Niño en brazos y sosteniendo un clavel en la mano derecha. En el sotocoro, el retablo de 1529 dedicado a la Virgen de la Rosa, encargo de la familia Cornel al pintor zaragozano Martín García.